# Mercure et Argus (Jordaens)
Pour les articles homonymes, voir Mercure et Argus.
Mercure et Argus est un tableau de Jacob Jordaens peint vers 1620, exposé au musée des Beaux-Arts de Lyon (huile sur toile 202 × 241 cm).

## Historique de l'œuvre
Jacob Jordaens (connu aussi sous le nom de Jacques Jordaens) naît à Anvers, aux Provinces-Unies en 1593.
Issu d’une famille bourgeoise, Jordaens accède à une bonne éducation comme le montre sa connaissance du français, de la mythologie grecque et de la Bible. En 1620, Jordaens peint Mercure et Argus tandis qu’il devient la même année collaborateur avec Antoine van Dyck du maître Pierre Paul Rubens. 
Le tableau a été acquis par Jean-François Terme, maire de Lyon, en 1843 à la suite d'une vente, le tableau ayant été vendu par G. Bottan, antiquaire à Lyon, pour la somme de 2000 francs. Il a été restauré en 1991 et a été prêté au Petit Palais pour l'exposition Jordaens (1593-1678), la gloire d'Anvers du 19 septembre 2013 au 19 janvier 2014.

## Description
Le tableau fait référence au mythe de Mercure, d’Argus et d’Io dans les Métamorphoses d’Ovide (I, 583 ; IX, 687).
Jupiter s’éprend de la nymphe, fille du dieu fleuve Inachos et prêtresse au temple d’Héra. Cette dernière, femme de Jupiter, lui reproche sa liaison. Dans le but de protéger Io du courroux d’Héra, Jupiter la transforme en génisse blanche mais se trouve obligé de la donner en présent à Héra. Alors que leur liaison continue, Jupiter se transformant en taureau pour la rejoindre, Io est mise sous la garde d’Argus, un parent. Jupiter ordonne alors à son fils Mercure aux pieds ailés de libérer Io de celui qui la retient avec une baguette ou une flûte qui apporte le sommeil. Mercure, déguisé en berger et avec un troupeau de chèvre volé est invité par Argus pour se reposer. Il charme et endort alors Argus par des récits et des chants puis lui tranche la tête.  
« Argus te voilà gisant ; la lumière dont tu animais tous tes regards s'est éteinte et tes cent yeux sont plongés dans la même nuit. La fille de Saturne les recueille ; elle en couvre le plumage de l'oiseau qui lui est cher [le paon] et les répand comme des pierres précieuses sur sa queue étoilée. »
Io est maudite par Héra, elle s'en va jusqu'en Égypte (Io deviendra d'ailleurs Isis, déesse égyptienne). Afin qu'Io retrouve sa forme humaine, Jupiter « prend les étangs du Styx à témoin de son serment » et parvient à apaiser la colère d’Héra.

## Analyse

### Disposition
L’œuvre possède tout d’abord un cadrage resserré : elle est coupée sur le côté droit et le côté haut, ce qui souligne un resserrement de l’action, laissant peu de place au paysage. Les génisses occupent la partie supérieure du tableau et il est difficile de les distinguer autrement que par leur couleur car leurs traits se confondent. Trois d’entre elles, à la manière d'une mise en abyme, regardent le spectateur, lui annoncent aussi l’événement, et s’en font spectatrice. Leurs corps créent une droite imaginaire et viennent, avec les personnages humains, créer une forme de triangle retourné, une structure en chiasme (vache, homme, homme, vache) qui attire l’œil. L’œil devient prisonnier de l’action, chaque coin le ramenant au triangle. Chaque élément annonce le caractère sombre de la scène : les feuillages, le ciel, le noir ou le milieu du triangle bouché par le vert sombre.
Mercure et Argus se tiennent assis l’un à côté de l’autre, le premier, déguisé en jeune paysan sans son troupeau, au chapeau de paille et aux pieds nus (peut-être dû à l’influence du Caravage qui représentait ses paysans avec les pieds nus et poussiéreux), regarde le deuxième et s’apprête à porter un geste brusque, tandis que celui-ci, vieil homme dont les traits ont subi le passage du temps, dort appuyé sur sa canne. 
Argus, dans le mythe, est censé avoir entre cent et un nombre infini d’yeux, il n’en a ici que deux, et Mercure n’a pas, contrairement au mythe, les pieds ailés. En bas des deux personnages se trouve le chien d’Argus, impassible et penaud. Il est immobile, comme mort, et son regard se porte vers Mercure. 
Comme les génisses, le chien annonce à sa manière l’acte du meurtre en regardant la lame courbe cachée en dessous de la cuisse de Mercure. Ce geste de Mercure, qui prend sa lame des deux mains, annonce, avec aussi son regard vers le haut, un mouvement circulaire qui va du bas (la cuisse de Mercure) vers le haut (la tête d’Argus), et qui renforce l’impression de mouvement, mais aussi renforce la future intensité dramatique suggérée.

### Couleurs et lumières
Les couleurs sont marquées par une palette marron et des couleurs très sombres, du vert sombre qui marque les feuillages en bas à gauche, sur le côté droit et au centre ; du bleu foncé pour le ciel mélangé avec des nuances de gris ; mais aussi des couleurs très claires, typiques de son style baroque et de la technique du clair-obscur, qui éclairent les personnages et l’action, et met en valeur leur anatomie. 
La lumière de l’œuvre, qui éclaire les personnages de gauche à droite, rappelle le moment qui précède l’orage, où le ciel est noir et la lumière crue, et le ciel de l’œuvre, menaçant, confirme bien ce « calme avant la tempête », et installe un caractère dynamique à l’œuvre soutenue avec les courbes qui installent, elles, une impression de mouvement. Ce ciel tourmenté fait aussi écho aux feuillages, d’un vert très sombre, qui viennent même, sur la droite, se confondre avec la génisse noire et la génisse brune. 
Le paysage se fait alors comme annonciateur d’un mauvais présage, sans pour autant faire de la scène une scène d’action violente, car tout est sur le point de se passer. L’un, Mercure, est de couleur bleue et de couleur blanche, l’autre de couleur rouge, soit des couleurs qui s’opposent. Le bleu de Mercure représente sa divinité mais aussi sa discrétion et le blanc son innocence : il n’apparaît pas dangereux au premier abord pour Argus qui va d’ailleurs se laisser charmer. La couleur rouge de ce dernier représente l’annonce de sa mort, de son sang sur le point de couler, mais aussi fait écho au Caravage qui revêtait de rouge Saint Jérôme, c’est aussi la couleur de la longue vie et de la sagesse. La couleur rouge peut aussi être interprétée comme celle de la luxure, comme si Argus, séduit, avait été par la même occasion perverti. Les couleurs des génisses s’opposent aussi, Io est blanche, couleur de la pureté, et celle qui la surplombe est noir, couleur de la fatalité et de la mort, qui bouche l’horizon, comme un rappel du franchissement du point de non retour.

### Esthétique et réception
Le contraste, ainsi que le mouvement, sont mis en exergue par le point de vue de la scène, en contre-plongée, c’est-à-dire pris du bas vers le haut. Cette représentation du mythe efface tout caractère merveilleux, et penche pour un côté réaliste, comme si la scène pouvait très bien se passer dans la réalité, même si l’on garde tout de même un certain rappel du côté mythique, les deux personnages étant presque nus. Ils portent tous deux des voiles qui cachent leurs attributs. 
On retrouve un autre point commun avec le Saint Jérôme de 1607 du Caravage dans la précision des traits des personnages humains. Jordaens réalise une étude de l’anatomie, et notamment de l’anatomie du vieillard dont la peau est flétrie. Les muscles de Mercure sont, eux, saillants. Cette précision renforce le style baroque de l’œuvre, s’intéressant plus particulièrement aux muscles contractés, à la peau nue qui se tord et se froisse. 
On peut interpréter cette œuvre à la manière de Karl van Mander, peintre et poète, qui consiste à voir dans le mythe d’Ovide, en plus d’un conflit de génération – le jeune homme s’apprête à tuer son aîné –, une leçon de morale. Argus est séduit par Mercure, la luxure et le désir, et finalement meurt de ses mains. Jordaens aimait particulièrement faire écho à la morale dans ses peintures, même les plus prosaïques. Mercure et Argus se pose ici comme peinture à la fois représentative du mythe, à travers sa continuité morale, mais aussi le renouvelant en lui imposait un style baroque très marqué par un certain réalisme, rétablissant le mythe dans le réel ce qui par cela lui donne une représentation vulgarisée, accessible à tous.